# Aechmea pineliana
Aechmea pineliana är en gräsväxtart som först beskrevs av Adolphe-Théodore Brongniart och Jules Émile Planchon, och fick sitt nu gällande namn av John Gilbert Baker. Aechmea pineliana ingår i släktet Aechmea och familjen Bromeliaceae. Inga underarter finns listade i Catalogue of Life.